# 子实层体
子實層體（英語：Hymenophore）是真菌的子實體中含有子實層的結構，此名詞於1665年由罗伯特·胡克提出。以傘菌為例，子實層專指蕈褶（gill）表面可以產生擔孢子構造，而子實層體則是指整個蕈褶。子實層體可能呈光滑、皺摺狀、管狀或齒狀。